# Navas del Madroño
Navas del Madroño (extremadurai nyelven Navas del Madroñu) település Spanyolországban, Cáceres tartományban. Navas del Madroño Alcántara, Garrovillas de Alconétar, Casar de Cáceres, Arroyo de la Luz és Brozas községekkel határos. Lakosainak száma 1259 fő (2024).

## Népesség
A település népessége az elmúlt években az alábbi módon változott:
| Lakosok száma | 1514 | 1497 | 1508 | 1444 | 1427 | 1377 | 1363 | 1292 | 1261 | 1259 |
|               | 2001 | 2004 | 2006 | 2009 | 2011 | 2014 | 2016 | 2019 | 2021 | 2024 |